# Správní obvod obce s rozšířenou působností Boskovice
Správní obvod obce s rozšířenou působností Boskovice je od 1. ledna 2003 jedním ze dvou správních obvodů rozšířené působnosti obcí v okrese Blansko v Jihomoravském kraji. Zahrnuje města Boskovice, Kunštát, Letovice, Olešnice a Velké Opatovice a dalších 67 obcí.

## Seznam obcí
- Bedřichov
- Benešov
- Borotín
- Boskovice
  - Bačov, Boskovice, Hrádkov, Mladkov, Vratíkov
- Cetkovice
- Crhov
- Černovice
- Deštná
  - Deštná, Rumberk
- Drnovice
- Hodonín
- Horní Poříčí
- Horní Smržov
- Chrudichromy
- Jabloňany
- Kněževes
  - Jobova Lhota, Kněževes, Veselka
- Knínice
- Kořenec
- Kozárov
- Krhov
- Křetín
  - Dolní Poříčí, Křetín
- Křtěnov
- Kunčina Ves
- Kunice
- Kunštát
  - Hluboké u Kunštátu, Kunštát, Rudka, Sychotín, Touboř, Újezd
- Lazinov
- Letovice
  - Babolky, Dolní Smržov, Chlum, Jasinov, Kladoruby, Klevetov, Kněževísko, Kochov, Letovice, Lhota, Meziříčko, Novičí, Podolí, Slatinka, Třebětín, Zábludov, Zboněk
- Lhota Rapotina
- Lhota u Lysic
- Lhota u Olešnice
- Louka
- Ludíkov
- Lysice
- Makov
- Malá Roudka
  - Malá Roudka, Skočova Lhota
- Míchov
- Němčice
- Nýrov
- Obora
- Okrouhlá
- Olešnice
- Pamětice
- Petrov
- Prostřední Poříčí
- Roubanina
- Rozseč nad Kunštátem
- Rozsíčka
- Sebranice
- Skalice nad Svitavou
- Skrchov
- Stvolová
  - Skřib, Stvolová, Vlkov
- Sudice
- Suchý
- Sulíkov
  - Sulíkov, Vřesice
- Světlá
- Svitávka
  - Sasina, Svitávka
- Šebetov
- Štěchov
  - Lačnov, Štěchov
- Tasovice
- Uhřice
- Újezd u Boskovic
- Úsobrno
- Ústup
- Valchov
- Vanovice
  - Drválovice, Vanovice
- Vážany
- Velenov
- Velké Opatovice
  - Bezděčí, Brťov u Velkých Opatovic, Korbelova Lhota, Svárov, Velká Roudka, Velké Opatovice
- Vísky
- Voděrady
- Vranová
- Zbraslavec
- Žďárná
- Žerůtky

## Obyvatelstvo
| Rok  | Obyv.  | ± %    |
| ---- | ------ | ------ |
| 1869 | 47 660 | —      |
| 1880 | 49 091 | +3 %   |
| 1890 | 50 309 | +2,5 % |
| 1900 | 52 383 | +4,1 % |
| 1910 | 55 549 | +6 %   |

| Rok  | Obyv.  | ± %     |
| ---- | ------ | ------- |
| 1921 | 54 269 | −2,3 %  |
| 1930 | 53 553 | −1,3 %  |
| 1950 | 47 410 | −11,5 % |
| 1961 | 50 175 | +5,8 %  |
| 1970 | 50 227 | +0,1 %  |

| Rok  | Obyv.  | ± %    |
| ---- | ------ | ------ |
| 1980 | 51 875 | +3,3 % |
| 1991 | 50 013 | −3,6 % |
| 2001 | 50 296 | +0,6 % |
| 2011 | 50 556 | +0,5 % |
| 2021 | 51 204 | +1,3 % |